# 龟头岛
龟头岛是澳大利亚昆士蘭州托雷斯海峽群島最南端的岛屿，位于大堡礁海洋公园内，约克角半岛东部，纽卡斯尔湾（Newcastle Bay）的埃斯凯普河（Escape River）与米德尔河（Middle River）河口处。